# Laver Cup 2017
De Laver Cup 2017 was de eerste editie van de pas in het leven geroepen Laver Cup, het continentale tennistoernooi tussen 2 teams, Team Europa en Team Wereld.

## Ploegen
| Team Europa                     | Team Europa |
| ------------------------------- | ----------- |
| Aanvoerder: Björn Borg          |             |
| Vice-aanvoerder: Thomas Enqvist |             |
| speler                          | rang        |
| Rafael Nadal                    | 1           |
| Roger Federer                   | 2           |
| Alexander Zverev                | 4           |
| Marin Čilić                     | 5           |
| Dominic Thiem                   | 7           |
| Tomáš Berdych                   | 19          |
| reserve                         |             |
| Fernando Verdasco               | 40          |

| Team Wereld                      | Team Wereld |
| -------------------------------- | ----------- |
| Aanvoerder: John McEnroe         |             |
| Vice-aanvoerder: Patrick McEnroe |             |
| speler                           | rang        |
| Sam Querrey                      | 16          |
| John Isner                       | 17          |
| Nick Kyrgios                     | 20          |
| Jack Sock                        | 21          |
| Denis Shapovalov                 | 51          |
| Frances Tiafoe                   | 72          |
| reserve                          |             |
| Thanasi Kokkinakis               | 215         |

Rankings gebaseerd op de ATP-ranglijst van 18 september 2017.

## Wedstrijden
Op dag één zijn de wedstrijden één punt waard, op dag twee zijn de wedstrijden twee punten waard en op de laatste zijn de wedstrijden drie punten waard. De winnaar is het team dat als eerste dertien punten haalt.
| dag | datum        | wedstrijd   | Team Europa                  | punten | Team Wereld              | uitslag                 | stand |
| --- | ------------ | ----------- | ---------------------------- | ------ | ------------------------ | ----------------------- | ----- |
| 1   | 22 september | enkelspelen | Marin Čilić                  | 1-0    | Frances Tiafoe           | 7-6(3), 7-6(0)          | 1-0   |
| 1   | 22 september | enkelspelen | Dominic Thiem                | 1-0    | John Isner               | 6-7(15), 7-6(2), [10-7] | 2-0   |
| 1   | 22 september | enkelspelen | Alexander Zverev             | 1-0    | Denis Shapovalov         | 7-6(3), 7-6(5)          | 3-0   |
| 1   | 22 september | dubbelspel  | Tomáš Berdych / Rafael Nadal | 0-1    | Nick Kyrgios / Jack Sock | 3-6, 7-6(7), [7-10]     | 3-1   |
| 2   | 23 september | enkelspelen | Roger Federer                | 2-0    | Sam Querrey              | 6-4, 6-2                | 5-1   |
| 2   | 23 september | enkelspelen | Rafael Nadal                 | 2-0    | Jack Sock                | 6-3, 3-6, [11-9]        | 7-1   |
| 2   | 23 september | enkelspelen | Tomáš Berdych                | 0-2    | Nick Kyrgios             | 6-4, 6-7(4), [6-10]     | 7-3   |
| 2   | 23 september | dubbelspel  | Roger Federer / Rafael Nadal | 2-0    | Sam Querrey / Jack Sock  | 6-4, 1-6, [10-5]        | 9-3   |
| 3   | 24 september | dubbelspel  | Tomáš Berdych / Marin Čilić  | 0-3    | John Isner / Jack Sock   | 6-7(5), 6-7(6)          | 9-6   |
| 3   | 24 september | enkelspelen | Alexander Zverev             | 3-0    | Sam Querrey              | 6-4, 6-4                | 12-6  |
| 3   | 24 september | enkelspelen | Rafael Nadal                 | 0-3    | John Isner               | 5-7, 6-7(1)             | 12-9  |
| 3   | 24 september | enkelspelen | Roger Federer                | 3-0    | Nick Kyrgios             | 4-6, 7-6(6), [11-9]     | 15-9  |

2017 · 2018 · 2019  · 2020 · 2021 · 2022 · 2023 · 2024